# Daniella Nero
Daniella Sylvia Nero, née le 18 mars 1989, est une plongeuse suédoise.

## Palmarès suédois
- Championnat de Suède 2015 à Jönköping :
  -  Médaille d'or du plongeon individuel à 1 m.
  -  Médaille d'argent du plongeon individuel à 3 m.
- Championnat de Suède 2016 à Stockholm :
  -  Médaille d'or du plongeon individuel à 1 m.
  -  Médaille d'or du plongeon individuel à 3 m.
- Championnat de Suède 2017 à Borås :
  -  Médaille d'or du plongeon individuel à 1 m.
  -  Médaille d'or du plongeon individuel à 3 m.
- Championnat de Suède 2018 à Stockholm :
  -  Médaille d'or du plongeon synchro à 1 m, avec Emma Gullstrand.